# Thriai
Met de Thriai of Thriae (Oudgrieks lett. zij gedrieën vr. mv.) werd een triade van nimfen aangeduid in de Griekse mythologie.
Zij waren in staat in de toekomst te kijken en de tekens van de natuur en omens uit te leggen. Deze gave schonken zij later aan Apollon door het ook hem te leren, en hij gaf ze door aan Hermes. Ze kregen als namen Melaina ("de Zwarte"), Kleodora ("Befaamd voor haar gave"), en Daphnis ("Laurier").

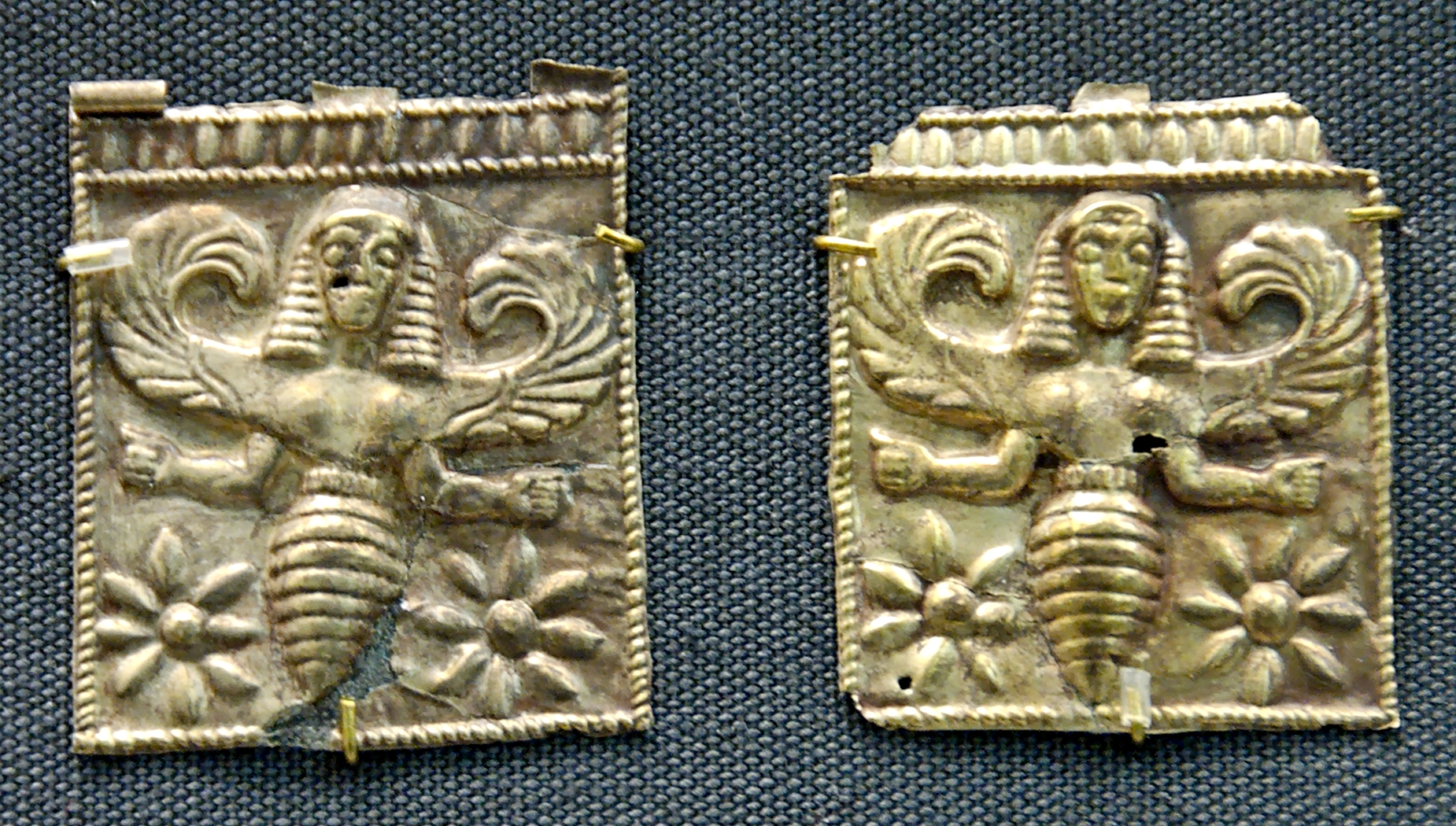
Gouden plaketten met de gevleugelde Bijengodinnen, mogelijk de Thriai, gevonden op Rhodos, 7e eeuw v.Chr. (British Museum).

## Herkomst en situering
De Homerische hymnen aan Hermes lokaliseren de Thriai in de Parnassus, waar zij de kunst der divinatie aan de jonge Apollon aanleerden, die zich tot Hermes wendt in deze hymne:
"Er zijn drie heiligen, geboren zusters - drie maagden met vleugels begiftigd: hun hoofden zijn met wit gerstemeel gepoederd en ze verblijven onder een richel van de Parnassus. Het zijn op zich leraressen van divinatie, los van mij, de kunst die ik leerde toen ik nog een jongen was die achter de kudden liep, al schonk mijn vader er geen aandacht aan. Vanuit hun thuisverblijf vliegen ze uit, nu eens naar hier, dan weer naar daar, zich voedend met honingraten en alle dingen tot stand brengend. En wanneer ze bevlogen zijn door het innemen van gele honing, zijn ze bereid de waarheid uit te spreken; maar indien hen het goddelijk zoete voedsel wordt onthouden, dan spreken ze vals, terwijl ze samen in en uit zwermen. Deze dus geef ik u; beraadt u nauwgezet bij hen en verheug uw hart: en zo u enig sterveling zou leren dit te doen, hij zal vaak uw antwoord horen - zo hij in goede fortuin verkeert. Neem deze van mij aan, Zoon van Maia... ' Aldus sprak hij. En vanuit de hemel gaf Vader Zeus zelf bevestiging van zijn woorden, en beval dat de roemrijke Hermes heer zou zijn van alle Omenvogels ... en ook dat hij alleen de aangewezen boodschapper naar Aides zou zijn, die, schoon hij geen gift aanvaardt, hem geen middelmatige prijs zou opleveren." —Homerische hymne IV, aan Hermes, regels 550-563, Hugh G. Evelyn-White, vert., 1914.
"In één woord, het zijn 'Melissae', honingpriesteressen, geïnspireerd door een Entheogeen, een honingdrank; het zijn bijen met de kop vol wit pollen." aldus Jane Harrison.
Een fragment van Philochorus dat door Zenobius wordt aangehaald maakt ze tot opvoedsters van Apollon, waarover Harrison opmerkt: "Buiten deze vermelding hebben we nooit te horen gekregen dat Apollon opvoedsters had, hij was geheel de zoon van zijn vader. Zou het niet waarschijnlijker zijn, dat zij opvoedsters waren van Dionysos?" en zij voegt er een opmerking uit de Sudas aan toe "ze noemen de waanzin van dichters thriasis". Op basis van een twijfelachtige etymologische associatie beweerde William Smith dat de Thriae "werden verondersteld de kunst van de profetie te hebben uitgevonden door middel van kleine steentjes (thriai), die in een urn werden geworpen" (Smith 1870) en die bewering wordt wel vaker herhaald, al beweert Philochorus dat de keitjes naar de drie Thriae waren genoemd, eerder dan andersom. De vroegste vermelding van de Thriai in een fragment van Pherecydes ervan zegt enkel dat ze drie in getal waren, vandaar hun naam. Susan Scheinman is van mening dat de bijennimfen van de Thriai moeten gedissocieerd worden "bij gebrek aan enige referentie in de Hymne naar het hoofdattribuut van de Thriae, hun magische steentjes."
De Thriai kunnen in de Homerische hymne samenvallen met de Coryciden, nimfen van de profetische bronnen van de Parnassusberg, en aldus in connectie met "dochters" van Apollon zijn gedacht.
De gouden plaketten van Rhodos die bijengodinnen voorstellen zijn niet uniek. Een reliëf in het Museum of Fine Arts, Boston beeldt eveneens een godin af met het hoofd van een vrouw en het lijf van een bij.

## Verwijzingen
"De Thriai inspireerden de oude kraai [of een vogel, of een oude zieneres]." Callimachus, Hecale (Fragment 260). Callimachus alludeert ook naar de Thriae in zijn Hymne tot Apollon (regel 250).